# Bahn-Media Verlag

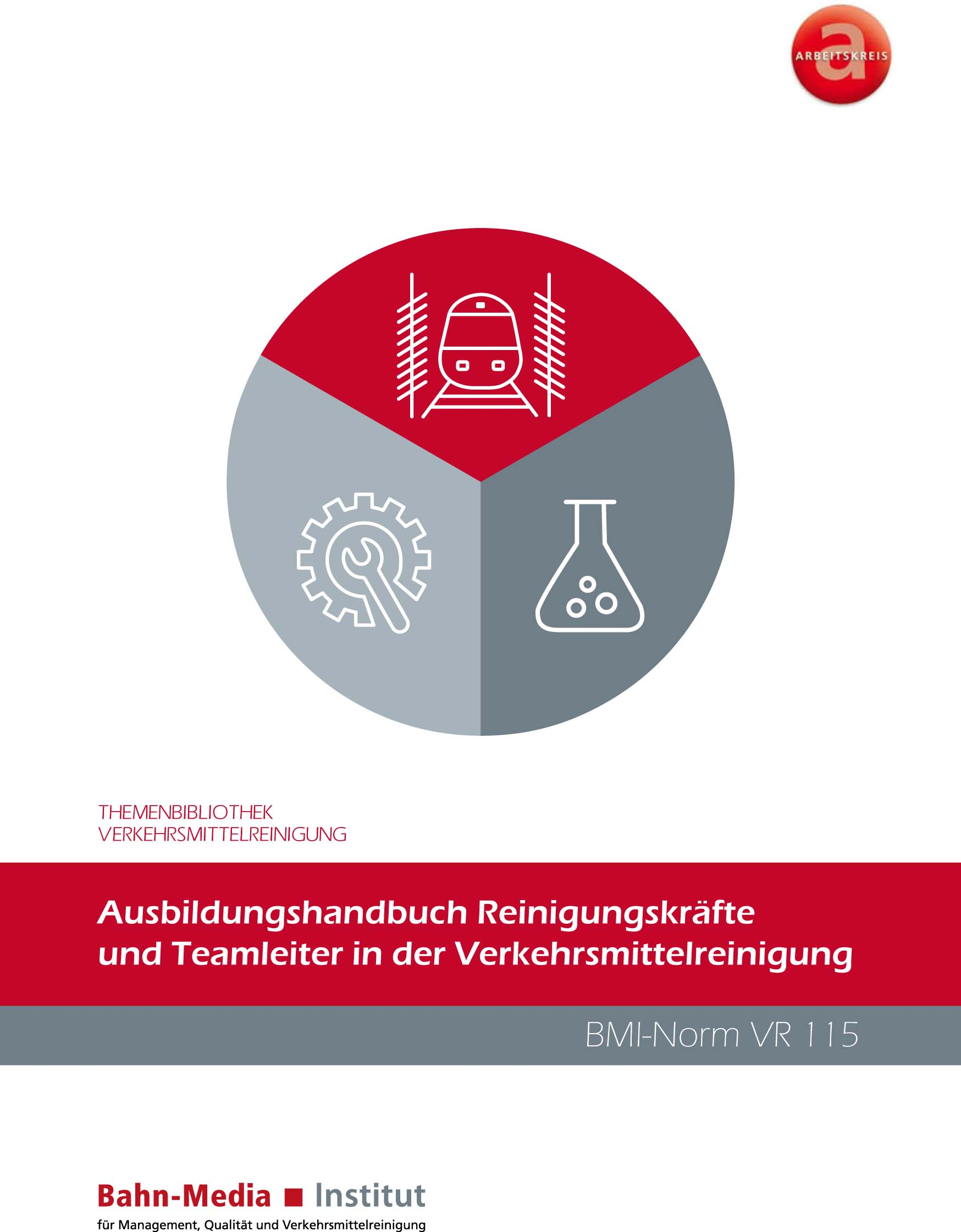
Ausbildungshandbuch Reinigungskräfte und Teamleiter in der Verkehrsmittelreinigung nach BMI-Norm VR 115

Der Bahn-Media Verlag ist ein europäisches Medienunternehmen mit Sitz in Suhlendorf (Deutschland). Schwerpunkte des B2B-Fachverlags sind Mobilität, Logistik und Wirtschaft. Die bekanntesten Titel des Bahn-Media Verlags sind das Privatbahn Magazin sowie die Berufs- und Karriereplattform Zukunftsbranche Bahn. Zum Verlag gehört das im Jahr 2014 gegründete Bahn-Media Institut. Außerdem gibt der Verlag viermal im Jahr das Regionalmagazin Wipperau-Kurier heraus sowie in unregelmäßigen Abständen das Europamagazin MONNET.

## Geschichte
Der Bahn-Media Verlag wurde am 1. Oktober 2003 gegründet. Erster Zeitschriftentitel war der OHE Express, das Unternehmensmagazin der Osthannoverschen Eisenbahnen (OHE), das 2005 zum ersten Mal erschien. 2007 entwickelte der Verlag das Privatbahn Magazin. 2009 erfolgten die Umbenennung und Änderung der Geschäftsform in Bahn-Media Verlag GmbH & Co. KG, sowie die Entwicklung der Berufs- und Karriereplattform Zukunftsbranche Bahn. Im Bereich der Verkehrsmittelreinigung hat das BMI 2015 den Leitfaden VR 115 entwickelt, um die Reinigung und Hygiene von öffentlichen Verkehrsmitteln zu standardisieren. 2018 erschien das Ausbildungshandbuch für Teamleiter in der Verkehrsmittelreinigung.

## Struktur
Der Bahn-Media Verlag ist ein familiengeführtes Unternehmen. Komplementär des Verlags ist die Bahn-Media Verwaltungsgesellschaft mbH. Darüber hinaus existiert mit dem Bahn-Media Institut für Management, Qualität und Verkehrsmittelreinigung UG eine Tochtergesellschaft.
Der Verlag hatte bis 2024 neben seinem Hauptsitz auch eine Niederlassung im Bundespressehaus in Berlin. Er ist Mitglied im Medienverband der freien Presse (MVFP), im Verein Deutsche Fachpresse sowie im Verein Europäische Bewegung Deutschland. Kooperationen wurden ab 2014 mit der Ostfalia Hochschule für angewandte Wissenschaften und ab Anfang 2022 mit der Hamburg Media School aufgenommen. Seit Februar 2022 unterstützt und begleitet der Verlag die Aktion „Zeitschriften in die Schulen“ der Stiftung Lesen.

## Fachpublikationen
- Privatbahn Magazin – sechs Ausgaben im Jahr ISSN 1865-0163
- Privatbahn Magazin – Im Fokus – Beilage im Privatbahn Magazin ISSN 1868-4386
- PriMa EXPRESS – Abonnenten-Newsletter, 26 Ausgaben jährlich ISSN 2566-6096
- Zukunftsbranche Bahn – Stellenmarkt: 10 Ausgaben im Jahr ISSN 2191-9488
- Zukunftsbranche Bahn: Beruf und Karriere. Karrierehandbuch, jährliche Neuauflage, Ausgabe 2019/2020 11. Jahrgang ISSN 1868-7970 .
- Pressehandbuch Bahnen + Häfen – überarbeitete Neuauflage alle zwei Jahre ISBN 978-3-9819896-1-8
- European Rail Markets ISSN 2626-7403
- Sauber – Magazin für Verkehrsmittelreinigung – vier Ausgaben im Jahr ISSN 2196-7431
- Wipperau-Kurier – vier Ausgaben im Jahr ISSN 2191-2173
- Monnet Europa-Magazin für Politik, Wirtschaft, Kunst und Kultur ISSN 2510-4721

## Buchpublikationen (Auswahl)
Der Bahn-Media Verlag veröffentlicht Fachbücher zu Eisenbahnthemen, technischen und Wirtschaftsthemen. Unter dem langjährigen Imprint WIEKRA Edition gibt der Verlag außerdem Bücher zu vielfältigen Themen aus Technik, Kultur und Geschichte heraus, 2020 erschien hier der Kinderbuch-Klassiker „Steckst Du dahinter, Kasimir?“ von Achim Bröger – ursprünglich aus dem Jahr 1975 – in aktueller Rechtschreibung und neu illustriert von Willy Giltmann und Claus Diercks.
- Lothar Kaspar, Heinrich Priesterjahn, Klaus-Dieter Tröger: Uelzen und die Eisenbahn. Suhlendorf 2009, ISBN 978-3-940189-08-0.
- Henning Bendler: Eisenbahnausbesserungswerk – EAW – Bleckede, Suhlendorf 2008, ISBN 978-3-940189-02-8.
- Hans W. Rogl: Die Großdieseltriebwagen der Osthannoversche Eisenbahnen AG., Suhlendorf 2007, ISBN 978-3-00-019449-8.
- Hubert Schumacher: Alpenfahrt mit Hindernissen. Suhlendorf 2007, ISBN 978-3-940189-00-4.
- Jens Jahnke (Hrsg.): Die Osthannoversche Eisenbahnen AG – Eine Chronik. Suhlendorf 2008, ISBN 978-3-940189-01-1.
- Uwe Höft: Neue Schienen für den Norden. Suhlendorf 2012, ISBN 978-3-940189-11-0.[11]
- Christian Wiechel-Kramüller: Von Calvin bis Marx. Suhlendorf 2018, ISBN 978-3-940189-20-2.[12]
- Achim Bröger: Steckst Du dahinter, Kasimir? Suhlendorf 2020, ISBN 978-3-940189-21-9.[13]